# Ophisaurus ventralis
Ophisaurus ventralis là một loài thằn lằn trong họ Anguidae. Loài này được Linnaeus mô tả khoa học đầu tiên năm 1766.

## Hình ảnh

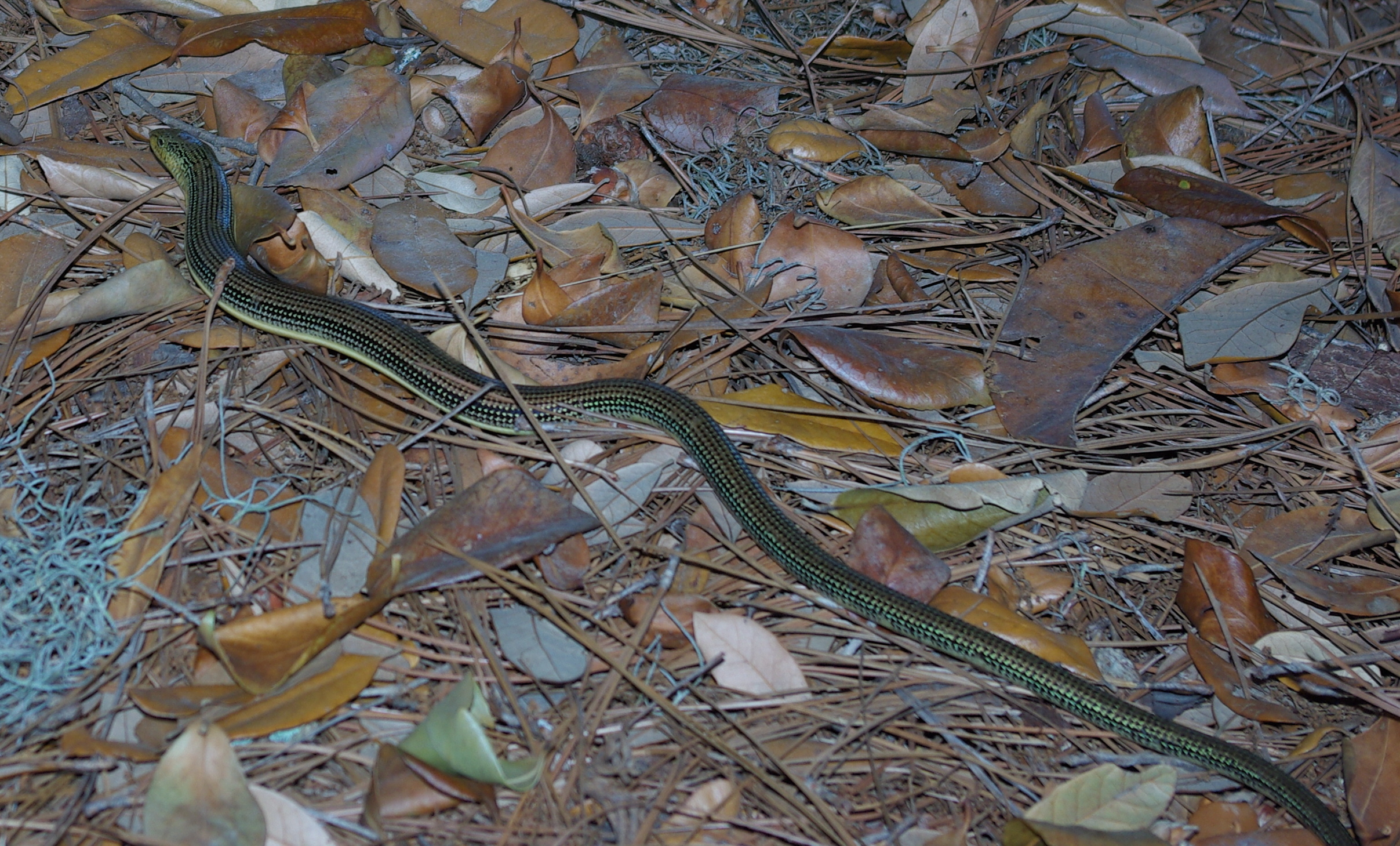
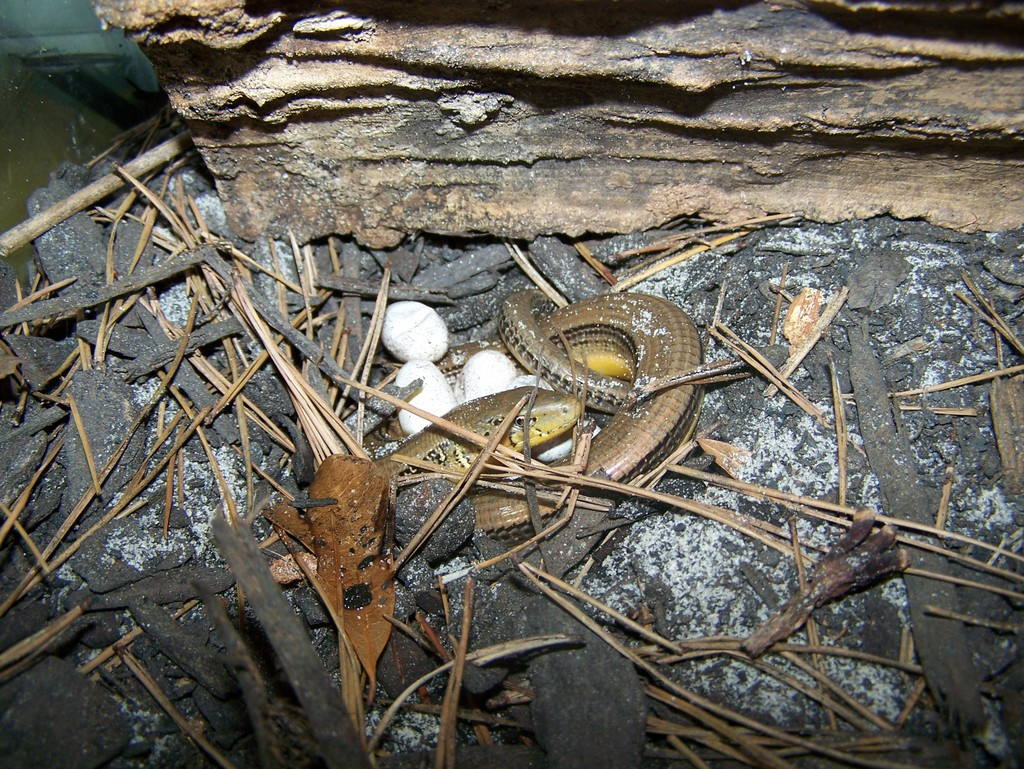
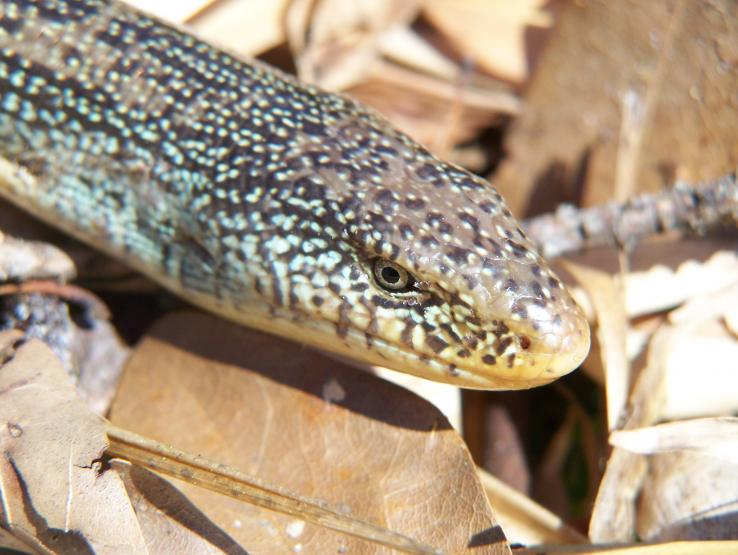
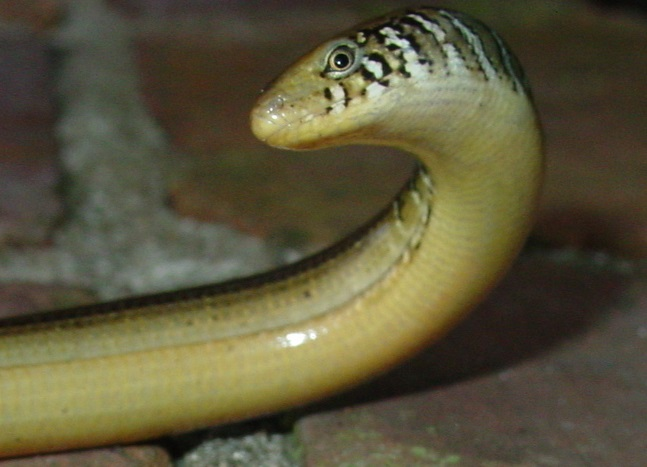